# وينتزينباتش
وينتزينباتش (بالفرنسية: Wintzenbach)‏ هي بلدية تقع في إقليم الراين الأسفل من منطقة ألزاس في شمال شرق فرنسا. تبلغ مساحة هذه المدينة 6.96 (كم²)، وترتفع عن سطح البحر 160 م، يبلغ عدد سكانها 597 نسمة حسب إحصاء المعهد الوطني للإحصاء والدراسات الاقتصادية سنة 2009 م. وترأس Bernadette Marbach البلدية خلال فترة (2001 - 2008).

## وصلات خارجية
- صفحة البلدية على موقع المعهد الوطني للإحصاء والدراسات الاقتصادية (بالفرنسية)